# Anatoly Sitnikov
Pour les articles homonymes, voir Sitnikov.
Anatoly Andreïevitch Sitnikov (en russe : Анатолий Андреевич Ситников) est l'ingénieur en chef adjoint qui devait exploiter le réacteur numéro 1 et 2 de la centrale nucléaire de Tchernobyl lors de l'accident nucléaire de celle-ci. À cause des doses mortelles de radiation qu'il a reçues, il est envoyé dans un hôpital en urgence à Moscou, où il meurt le 30 mai 1986.

## Rôle durant la catastrophe nucléaire de Tchernobyl
Sitnikov est appelé en pleine nuit alors que le réacteur 4 vient d'exploser, libérant des quantités considérables de poussière radioactive. Viktor Brioukhanov, le directeur de la centrale, lui demande d'inspecter différentes zones autour du lieu de l'accident, notamment le toit de l'unité C. Sitnikov s’exécute, mais est exposé à des doses mortelles de radiations. Alors pris de vomissements et de forts sentiments de faiblesse, il est pris en charge par l'hôpital de Prypiat, dans la journée, mais n'y est pas traité, l'hôpital étant surchargé.
La décision de l'envoyer dans un autre hôpital à Moscou est alors prise. Il est donc envoyé par avion dans la capitale russe en fin de soirée du 26 avril 1986. Il meurt le 30 mai 1986, à l'hôpital numéro 6 de Moscou. Il avait contracté un œdème aigu du poumon qui lui sera fatal.